# Мещеряковка (Оренбургская область)
Мещеряковка — село в Соль-Илецком районе Оренбургской области России. Входит в состав Перовского сельсовета.

## География
Село расположено на правом берегу р. Донгуз, в 32 км к северо-востоку от Соль-Илецка.

## Палеонтология
В отложениях раннего триасового периода (верхнеоленёкский подъярус) Мещеряковки найден ископаемый образец темноспондильной амфибии Parotosuchus.

## История
Село Фриденсталь основано в 1884 г. немецкими переселенцами из Причерноморья. До 1917 г. лютеранско-баптиское село Богуславской волости Оренбургского уезда Оренбургской губернии. Лютеранский приход Оренбург.

## Население
| 2010 |
| ---- |
| 352  |

Национальный состав
По данным Всероссийской переписи населения 2010 года:
| № | Национальность | Численность, чел. | Доля  |
| - | -------------- | ----------------- | ----- |
| 1 | русские        | 204               | 58 %  |
| 2 | казахи         | 64                | 18 %  |
| 3 | украинцы       | 40                | 11 %  |
| 4 | чуваши         | 9                 | 2,6 % |
| 5 | болгары        | 6                 | 1,7 % |
| 6 | другие         | 29                | 8,2 % |